# اليونا بوندارينكو
ألونا بوندارينكو (بالأوكرانية: Бондаренко Альона Володимирівна) مواليد 13 أغسطس 1984 في كريفي ريه، الجمهورية الأوكرانية السوفيتية الاشتراكية، هي لاعبة كرة مضرب أوكرانية سابقة بدأت مسيرتها كمحترفة سنة 1999 وكانت تلعب باليد اليمنى، اعتزلت اللعب في 2011. كما أنها إحدى بطلات الجراند سلام. أعلى تصنيف لها في الفردي كان المركز الـ 19 في سنة 2008. أعلى تصنيف لها في الزوجي كان المركز الـ 11 في سنة 2008. سبق أن شاركت في دورة الألعاب الأولمبية الصيفية.

## روابط خارجية
- اليونا بوندارينكو على موقع رابطة محترفات التنس (الإنجليزية)
- اليونا بوندارينكو على موقع الاتحاد الدولي لكرة المضرب (الإنجليزية)
- اليونا بوندارينكو على موقع كأس بيلي جين كينغ (الإنجليزية)
- اليونا بوندارينكو على موقع خلاصة التنس.كوم (الإنجليزية)
- اليونا بوندارينكو على موقع إي إس بي إن.كوم (الإنجليزية)
- اليونا بوندارينكو على موقع أوليمبيديا (الإنجليزية)

## روابط إضافية
- Alona Bondarenko على موقع رابطة محترفات كرة المضرب
- Site of a family of Bondarenko
- Site of Alona Bondarenko
- Site about Alona and Kateryna Bondarenko
- Photos of Alona Bondarenko 2007
- Pictures of Alona Bondarenko